# Thamnophilus sticturus
A Thamnophilus sticturus a madarak osztályának verébalakúak (Passeriformes) rendjébe és a hangyászmadárfélék (Thamnophilidae) családjába tartozó faj.

## Rendszerezése
A fajt August von Pelzeln osztrák ornitológus írta le 1868-ban.

## Előfordulása
Dél-Amerikában, Bolívia, Brazília és Paraguay területén honos. Természetes élőhelyei a szubtrópusi vagy trópusi síkvidéki esőerdők és lombhullató erdők. Állandó, nem vonuló faj.

## Megjelenése
Testhossza 14 centiméter, testtömege 18–20 gramm.
|  |

## Életmódja
Feltehetően rovarokkal táplálkozik.

## Természetvédelmi helyzete
Az elterjedési területe nagy, egyedszáma ismeretlen. A Természetvédelmi Világszövetség Vörös listáján nem fenyegetett fajként szerepel.